# Stadion Miejski w Pniewach
Stadion Miejski – stadion piłkarski w Pniewach, w Polsce. Obiekt może pomieścić 960 widzów. Swoje spotkania rozgrywają na nim piłkarze klubu Sokół Pniewy.
Grający na obiekcie piłkarze Sokoła Pniewy w 1993 roku wywalczyli historyczny awans do I ligi. Zespół ten grał w najwyższej klasie rozgrywkowej przez dwa sezony (1993/1994 i 1994/1995), zajmując dwukrotnie 10. pozycję w tabeli. W 1995 roku klub połączył się z GKS-em Tychy, a drużyna przeniosła się do Tychów, w Pniewach pozostał zaś IV-ligowy zespół rezerw.